# Al Faisalyah Center
Al Faisalyah Center – wieżowiec w Rijadzie, w Arabii Saudyjskiej, o wysokości 266,9 m. Budynek został otwarty w 2000.